# Yellow Submarine (brano musicale)
Yellow Submarine è un brano musicale dei Beatles pubblicato nel 1966.

## Composizione e pubblicazione
La canzone, una novelty, è stata registrata il 26 maggio e il 1º giugno 1966 agli studi di Abbey Road.
La pubblicazione del singolo come anticipazione all'album segnò una svolta epocale per il mercato discografico e commerciale, in quanto fino a quel momento l'unica prassi seguita era quella di far uscire prima l'album e poi, successivamente, una serie di EP (extended play), ovverosia un 45 giri con quattro tracce. Per la prima volta fu invece utilizzato il 45 giri con due soli brani come lancio promozionale dell'album.
È anche il titolo della colonna principale di quello che poi diventerà il loro omonimo film d'animazione nel 1968.
La canzone colpì per il timbro e la modalità di canto tipica e peculiare di Ringo Starr; lo stesso Paul McCartney affermò in molte occasioni (vedi ad esempio il film Anthology) che lui e John Lennon gli scrivevano su misura le canzoni da cantare, scegliendo le note giuste per la sua estensione vocale. All'interno della canzone sorprese anche una lunga serie di rumori inseriti da John Lennon, come suoni di campane e vari altri suoni, comprese una sequenza di parole pronunciate in lingue diverse dall'inglese (nella versione originale del 1966 affiorava anche qualche parola in lingua tedesca).
All'inizio la canzone Yellow Submarine è stata accusata, per il suo testo, di essere una canzone frutto di un trip di LSD. Paul McCartney ha negato con decisione, dichiarando di averla scritta come brano per bambini, inoltre lo stesso Paul McCartney ha dichiarato in più interviste di avere provato quella droga solamente nel 1967.

## Pubblicazione
La traccia venne edita su singolo 45 giri assieme a Eleanor Rigby e negli album Revolver e Yellow Submarine.

## Formazione
- Ringo Starr - voce, batteria
- Paul McCartney - voce, basso
- John Lennon - voce, chitarra acustica
- George Harrison - voce, tamburello
- Mal Evans - grancassa, cori
- Brian Jones - ocarina, effetti sonori, cori
- George Martin, Marianne Faithfull, Geoff Emerick, Neil Aspinall, Pattie Boyd,   Brian Epstein - cori

## Nella cultura di massa
Esiste anche una versione cantata in italiano da Nada, con il testo scritto da Mogol.
Nella storia Zio Paperone e la contesa geotermica, del Topolino numero 2934 del 21 febbraio 2012, a pag. 97 appare un sottomarino giallo usato da Zio Paperone e Paperino per esplorare il fondale del mare uguale allo Yellow Submarine. Infatti, appena entrati, essi dicono:
Paperino: «Urgle! Ma questo coso è sicuro? Sembra uscito da un cartone animato!»
Paperone: «Da un set cinematografico, per l'esattezza! Ha tutti gli ingranaggi in regola, però!»